# Tunnel van Bierbeek
De tunnel van Bierbeek is een spoortunnel in de gemeente Bierbeek. De 757 m lange tunnel zorgt voor de ongelijkgrondse kruising met de A3/E40-autosnelweg. De dubbelsporige HSL 2 gaat door deze tunnel.
De vergunning voor de spoorwegaanleg werd op dit deel van het tracé, op de grens van Vlaanderen en Wallonië door de Waalse Regering slechts goedgekeurd nadat was voorzien in een ondergrondse tunnel voor de kruising van de autosnelweg.
De tunnelwerken omvatten de bouw van twee 250 m lange open toe/uitritten van de tunnel en de tunnel zelf die als een openbouwputtunnel werd gerealiseerd, ook gekend als een bouw met de cut-and-cover methode. Specifieke aandacht was er voor en tijdens de bouw voor het behoud van de grondwaterspiegelniveaus in het betrokken gebied en het behoud van de verschillen die hier aanwezig waren aan beide zijden van het kunstwerk. Ook de goede werking van de grondwaterwinning die ten noorden van de tunnel plaats vindt was hierbij een zorg. De tunnel werd gebouwd tussen 1993 en 1995.
De gemeente Bierbeek huurde van 1996 tot 2002 en voor de ingebruikname als spoorwegtunnel de nieuwe tunnel als opslagplaats voor eigen apparatuur en rijdend materieel.